# NGC 2185
NGC 2185 – mgławica refleksyjna znajdująca się w gwiazdozbiorze Jednorożca. Została odkryta 16 października 1784 roku przez Williama Herschela.